# Carmignano
Carmignano es una localidad italiana de la provincia de Prato, región de Toscana, con 13.530 habitantes.
Sobre las colinas en torno a Carmignano se produce el vino homónimo DOCG.

## Origen del nombre
El nombre deriva de una característica física del lugar, actus minor que significa estrecho menor que lo distinguía de la zona limítrofe más grande de la Gonfolina.

## Evolución demográfica
| Gráfica de evolución demográfica de Carmignano entre 1861 y 2011 |
|                                                                  |
| Fuente ISTAT - Elaboración gráfica por parte de Wikipedia        |

## Lugares de interés

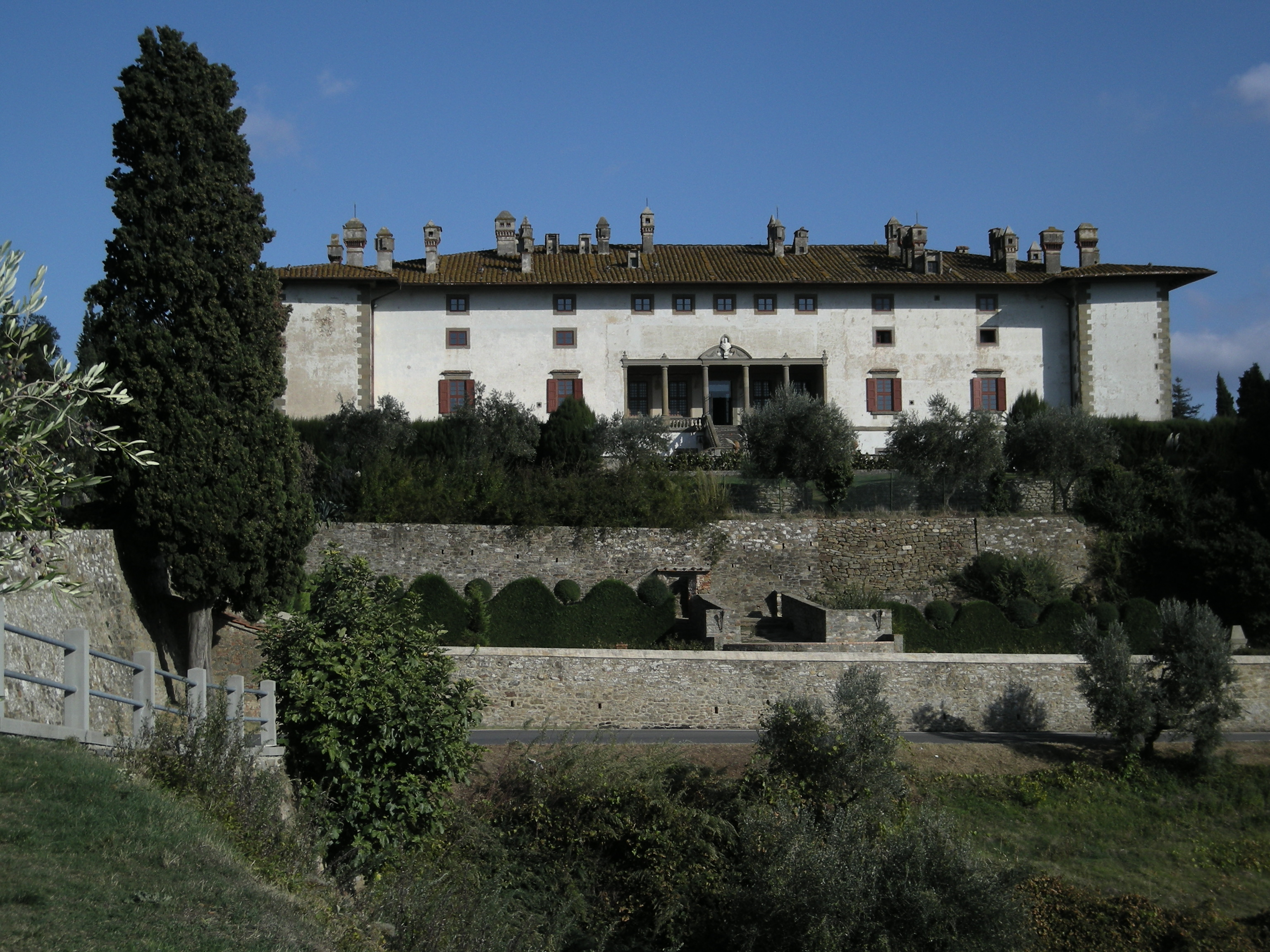
Villa Medicea di Artimino

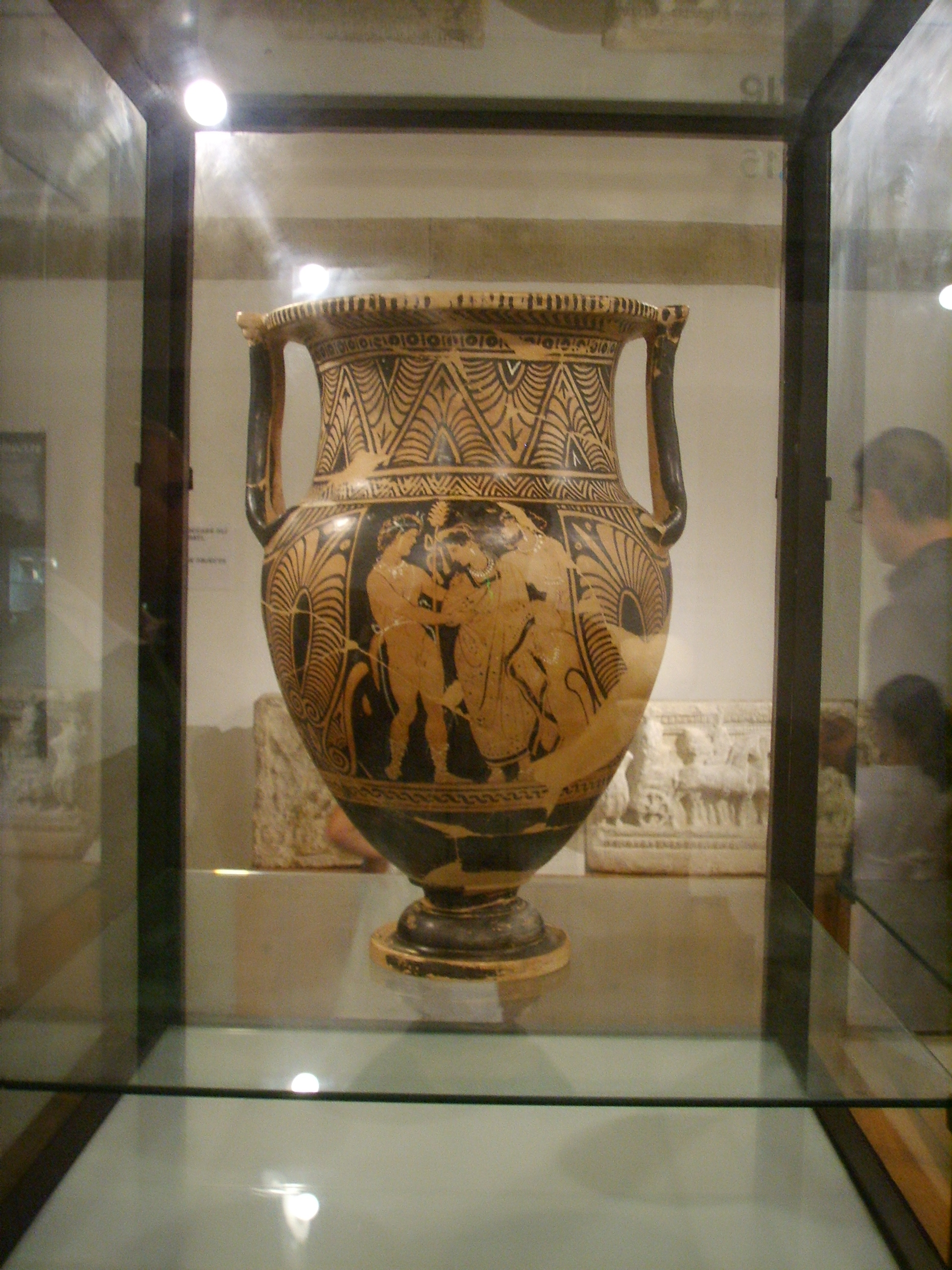
Cráteras del Museo arqueológico de Artimino.

Ubicación de Carmignano en la provincia de Prato.

- Iglesia de San Leonardo o «Pieve di San Leonardo» en Artimino. La construcción es uno de los ejemplos mejor conservados de la arquitectura románica lombarda del siglo XI en Toscana.
- Iglesia de San Giusto al Pinone, cuyo origen se remonta al siglo XII, es uno de los edificios románicos más bellos de la zona. La iglesia, que formaba parte de una antigua abadía, está aislada al borde del bosque, con nave única y tres ábsides. Presenta elementos tipológicos originales e inusuales, como la cubierta con techo abovedado, presbiterio elevado y cripta.[4]
- Villa medicea de Artimino o «villa de las cien chimeneas», donde puede verse el Museo archeologico comunale, con hallazgos etruscos, una de las villas mediceas que el 23 de junio de 2013, en la XXXVII Sesión del Comité para el Patrimonio de la Humanidad, reunida en Phnom Penh, fue inscrita en la Lista del Patrimonio de la Humanidad con el nombre de «Villas y jardines Médici en Toscana».[5]
- Iglesia de San Michele o «Propositura dei Santi Michele e Francesco», en Carmignano; su principal atractivo es la Visitación (h. 1528 – 1536) obra de Il Pontormo.
- La rocca medievale en Carmignano
- Tumbas etruscas: «Tumulo di Montefortini» y «Tomba dei Boschetti».